# Укрпошта
Акціонерне товариство «Укрпошта» (АТ «Укрпошта») — підприємство поштового зв'язку, єдиним засновником і акціонером якого є держава в особі Міністерства інфраструктури України.

## Статус
Підприємство забезпечує надання універсальних послуг поштового зв'язку, перелік яких і відповідні тарифи затверджуються Національною комісією з питань регулювання зв'язку, а також має виключне право на видання, введення в обіг та організацію розповсюдження поштових марок, маркованих конвертів і карток, а також виведення їх з обігу в Україні.
Сьогодні до складу компанії входять 24 регіональні філії, Дирекція оброблення та перевезення пошти й «Автотранспошта». «Укрпошта» є однією з найбільших компаній країни (60 000 працівників) та має близько 11 000 відділень, що забезпечують покриття у 100 % населених пунктів України.
За 2020 рік підприємством доставлено по Україні та за кордон 238,5 млн од. письмової кореспонденції, 44,6 млн посилок і дрібних пакетів, виплачено 12,1 млн переказів та 64,5 млн пенсій і грошових допомог.
Упродовж 2021 року «Укрпошта» опрацювала та доставила до різних країн світу 4,7 млн кг експортних відправлень, що на 27 % більше у порівнянні з 2020 роком. Таким чином, компанія залишається монополістом на ринку міжнародних відправлень.
Половину доходів «Укрпошти» складають надходження від фінансових послуг, починаючи від традиційних виплат пенсій і закінчуючи новими переказами «З картки на картку» та «З картки додому».
Наприкінці листопада 2021 року «Укрпошта» досягла угоди про купівлю «Альпарі Банку». Купівля банку — частина стратегії нинішнього генерального директора Ігоря Смілянського щодо перетворення поштового оператора на фінансову установу, яка надаватиме банківські послуги для 12–14 млн українців, які живуть у невеликих містах та селах. Наразі там немає відділень інших банків, натомість є відділення «Укрпошти».
«Укрпошта» разом із «Новою поштою» є лідерами на ринку доставки та електронної комерції України.

## Історія

Логотип 1992–2009

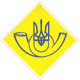
Логотип на сайті Київського поштампту (2001-2007)

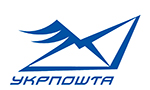
Логотип 2009-2017

Логотип з 2017

Печатка, використовувана на деяких марках Укрпошти

2 лютого 1994 року на підставі рішення Кабінету Міністрів України було створено Українське об'єднання поштового зв'язку «Укрпошта» як окрема державна структура у результаті реформування галузі зв'язку (розподілу на поштовий та електрозв'язок). На той момент до її складу увійшли 26 поштамтів, 54 міських та 483 районні вузли поштового зв'язку, 11 875 сільських відділень, 98 пересувних відділень, 204 пункту поштового зв'язку. У липні 1998 року об'єднання було реорганізовано в УДППЗ «Укрпошта» (Українське державне підприємство поштового зв'язку «Укрпошта») згідно з Програмою реструктуризації Укрпошти, затвердженою постановою Кабінету Міністрів України від 4 січня 1998 р. за № 1.
З 1999 року Українське державне підприємство поштового зв'язку «Укрпошта» перетворено в унітарне підприємство, що засноване на державній власності та належить до сфери управління Міністерства інфраструктури України. У тому ж році введено і нову 5-значну систему поштової індексації України.
6 липня 2015 року урядовий комітет з питань розвитку інфраструктури і екологічної політики підтримав рішення провести реорганізацію «Укрпошти», яка передбачала створення публічного акціонерного товариства на базі підприємства (розпорядження Кабінету Міністрів України від 17.07.2015 № 728-р «Про перетворення Українського державного підприємства поштового зв'язку «Укрпошта» у публічне акціонерне товариство» та наказ Мінінфраструктури від 11.11.2015 № 465 «Про реорганізацію Українського державного підприємства поштового зв'язку «Укрпошта» у публічне акціонерне товариство»). Процес корпоратизації підприємства проходив у чотири етапи: підготовчий, інвентаризація, оцінка майна, яке включено до статутного капіталу, та завершальний.
З 1 березня 2017 року набрав чинності наказ міністра інфраструктури Володимира Омеляна від 16 лютого 2017 року про припинення діяльності Українського державного підприємства поштового зв'язку «Укрпошта» та створення публічного акціонерного товариства «Укрпошта» за зразком найкращих європейських поштових компаній, таких як Deutsche Post, Austria Post або PostNL. Також згідно з наказом буде створено Наглядову раду у складі 7 членів, 5 з яких є незалежними директорами. Кандидати на посаду незалежних членів будуть обиратися через конкурсний відбір, порядок проведення якого визначається Кабміном.
Згідно з новим статутом компанії, держава в особі Мінінфраструктури є засновником і єдиним акціонером «Укрпошти». Проте акції підприємства повністю належать державі, тому що «Укрпошта» знаходиться в списку стратегічних підприємств країни. Міністерство здійснюватиме функції з управління корпоративними правами держави, з кількістю акцій 6518597 шт. номінальною вартістю 1000,00 грн кожна та загальною номінальною вартістю 6 млрд 518 млн 597 тис. грн.
12 квітня 2017 року ПАТ «Укрпошта» провела ребрендинг компанії. На заміну крилатому конверту, новим логотипом було обрано поштовий ріжок, який трансформується у значок геолокації — пін. Новий логотип, за словами керівника «Укрпошти» Ігоря Смілянського, повинен відображати позитивні зміни в компанії. Нова концепція бренду була безкоштовно розроблена рекламною агенцією «Saatchi&Saatchi».
У 2017 році, за даними Національного агентства з питань запобігання корупції, 32 працівники «Укрпошти» отримували зарплату розміром понад 1 млн грн. Так, генеральний директор Ігор Смілянський отримав за 2017 рік зарплату у розмірі 3 958 541 грн, перший заступник генерального директора з фінансів Олександр Чернявський отримав понад 6 517 867 грн., а перший заступник генерального директора — керівник операційного блоку «Укрпошти» Олександр Перцовський — 6 096 051 грн. Це при тому, що у 2017 році отримала 203 млн грн. чистого збитку проти 158 млн грн чистого прибутку в 2016 році. За підсумками січня-червня 2018 року «Укрпошта» отримала чистий збиток у розмірі 536,7 млн грн, що на 48,4 % більше, ніж за аналогічний період 2017 року.
У 2017 році запущено нові сервіси: API, «Особистий кабінет», SMS/Viber-інформування про доставку, чат-боти Facebook, Telegram та Viber, а також можливість оплати відправлень одержувачем.
З 1 березня 2018 компанія розпочинає поетапне оновлення послуг кур'єрської доставки. Стартує масштабна програма розвитку кур'єрської доставки зі столиці, а надалі буде масштабована на всі обласні центри країни. Від 1 квітня запланований запуск у Львові, Одесі, Харкові та Дніпрі. Потім і в усіх інших обласних центрах. Задля перезапуску послуги «Укрпошта» поповнила автопарк 131 спеціалізованим авто, які будуть доставляти та забирати відправлення клієнтів, позбавивши їх потреби відвідувати відділення та економлячи їхній час. Загалом, протягом 2017 року «Укрпошта» придбала 279 нових авто, а це більше ніж за попередні 5 років. 25 лютого «Укрпошта» продемонструвала зразки автомобілів нового автопарку компанії просто неба на Хрещатику у столиці України в Києві.
Влітку 2018 року було оголошено про запуск мобільного застосунку «Укрпошти» на платформах Android та iOS.
У 2018 році у Чернігівській області стартував проєкт пересувних відділень, фінансування якого здійснюється коштами «Укрпошти», а також інвестиціями ЄБРР. Пересувні відділення — це можливість жителям за місцем проживання отримати ширший спектр послуг. А ще — виконувати соціально важливу функцію доставки пенсій та соціальних допомог. До кінця 2022 року близько 1800 пересувних відділень повинні працювати у невеликих селах та хуторах з населенням до 1200 жителів у 17 областях країни.

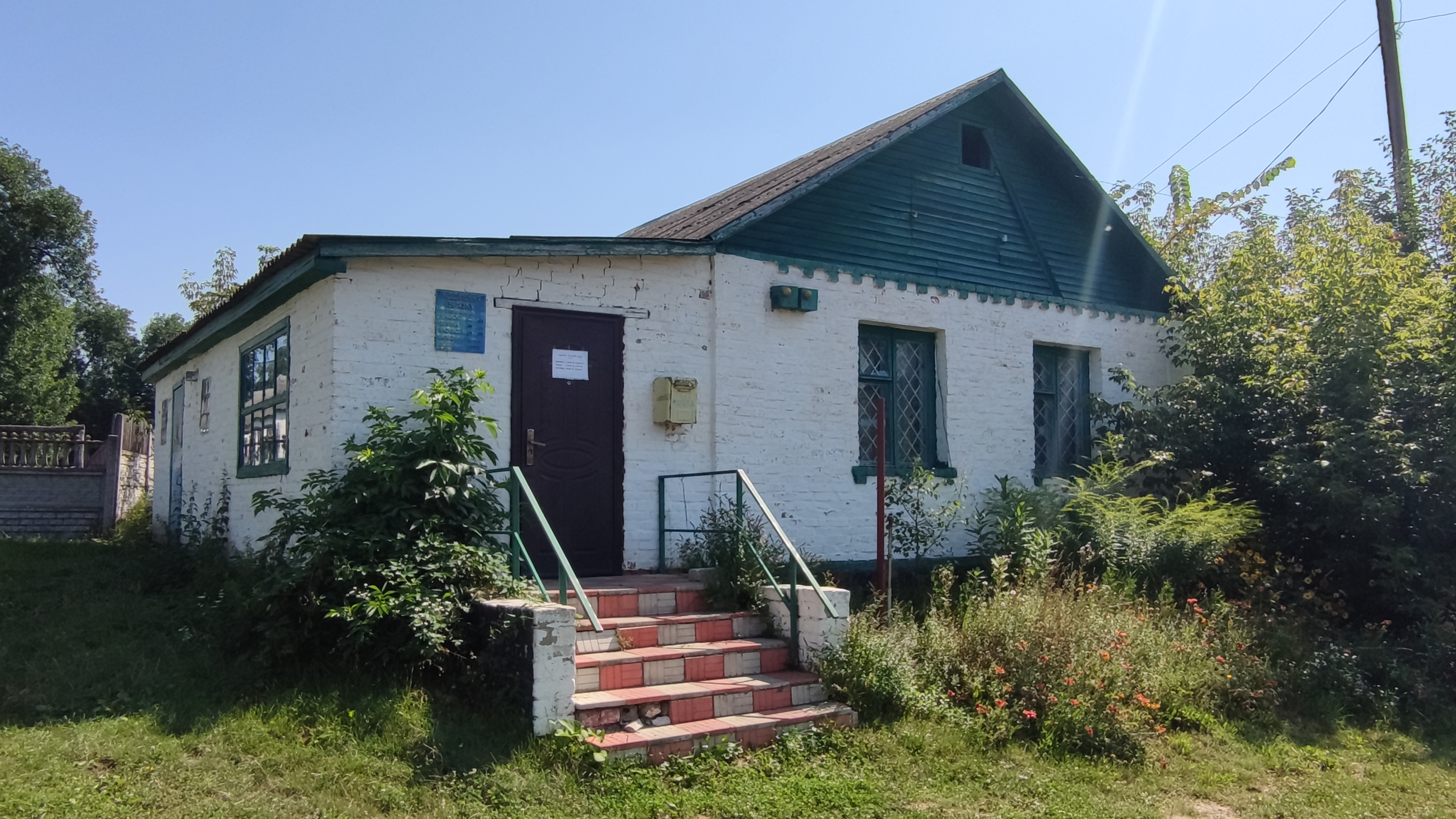
Відділення пошти в селі на Чернігівщині

У цьому ж році розпочався запуск стаціонарних відділень нового формату
. Аби відкрити таке відділення, довелося перескочити купу ГОСТів і бюрократичних стандартів. Працювати в таких відділеннях набагато легше, ніж у тих «хатинках», які вже стали класичними для Укрпошти. Плануємо відкрити до 50 відділень цього року. Основні новаторства — це зміна процесів, тут є термопринтери, швидші послуги. У відділенні працює система електронної черги, яка фіксує кількість клієнтів
 — повідомив Ігор Смілянський.
З першого квітня 2020 року «Укрпошта» почала надавати послугу прискореної міжнародної поштової доставки EMS (Express Mail Service) в Україні. Відправлення EMS доставляють виключно авіашляхом та обробляють пріоритетним порядком в усіх країнах, відтак середній загальний термін доставки для більшості країн становить 7—10 днів. За підсумками третього кварталу 2021 року «Укрпошта» посіла друге місце у рейтингу якості такого типу доставки серед національних поштових операторів, який складений міжнародною аудиторською компанією PricewaterhouseCoopers (PwC).
У 2019—2020 рр. «Укрпоштою» спільно з PricewaterhouseCoopers (PwC) був розроблений проєкт модернізації логістичної мережі, в рамках якого буде зведено 7 автоматизованих сортувальних центрів та 62 напівавтоматизованих депо. Планується побудувати сортувальні центри за моделлю Build-to-Suit, а також придбати, змонтувати та ввести в експлуатацію сортувальне обладнання для цих об'єктів. У проєкт залучать близько 100 млн євро інвестицій від ЄБРР та ЄІБ.
У вересні 2021 року, «Укрпошта» запустила пілотний проєкт з впровадження поштоматів у своїх відділеннях. Для пілотного проєкту поштомати встановили в частині київських відділень. У майбутньому компанія планує масштабувати цю послугу по всій країні з інтеграцією в мобільному застосунку, особистому кабінеті тощо.
За 2022 рік АТ «Укрпошта» спрямувала понад 150 млн грн на гуманітарні та благодійні потреби: допомога з релокацією бізнесу та підтримка бізнесу, доставка важливих гуманітарних вантажів (понад тисячу 20-тонних вантажівок), спільна з Укрзалізницею виплата допомоги пасажирам евакуаційних поїздів, передача ЗСУ техніки, військового спорядження, генераторів, медикаментів тощо, підтримка освітніх проєктів та допомога тваринам.
В липні 2023 року Європейський банк реконструкції та розвитку (ЄБРР) перерозподілив частину виділеного раніше кредиту для підвищення операційної стійкості «Укрпошти». 22,7 млн євро підуть на закупівлю понад 5000 електровелосипедів та близько 350 вантажівок.
У квітні 2024 було сповіщено, що «Укрпошта» розпродає 531 одиниці застарілого автотранспорту — легкові, вантажні автомобілі, причепи, напівпричепи, трактори — на майданчику ProZorro.
9 травня 2024 року Верховна Рада України підтримала законопроєкт № 8423, який дозволяє працівникам «Укрпошти» носити та застосовувати   вогнепальну зброю для захисту поштових фондів та об’єктів від нападів.
28 січня 2024 року прем'єр-міністр Денис Шмигаль повідомив, що кофісковані активи Першого інвестиційного банку (PIN Банк) будуть передані управлінню Укрпошті.

## Діяльність

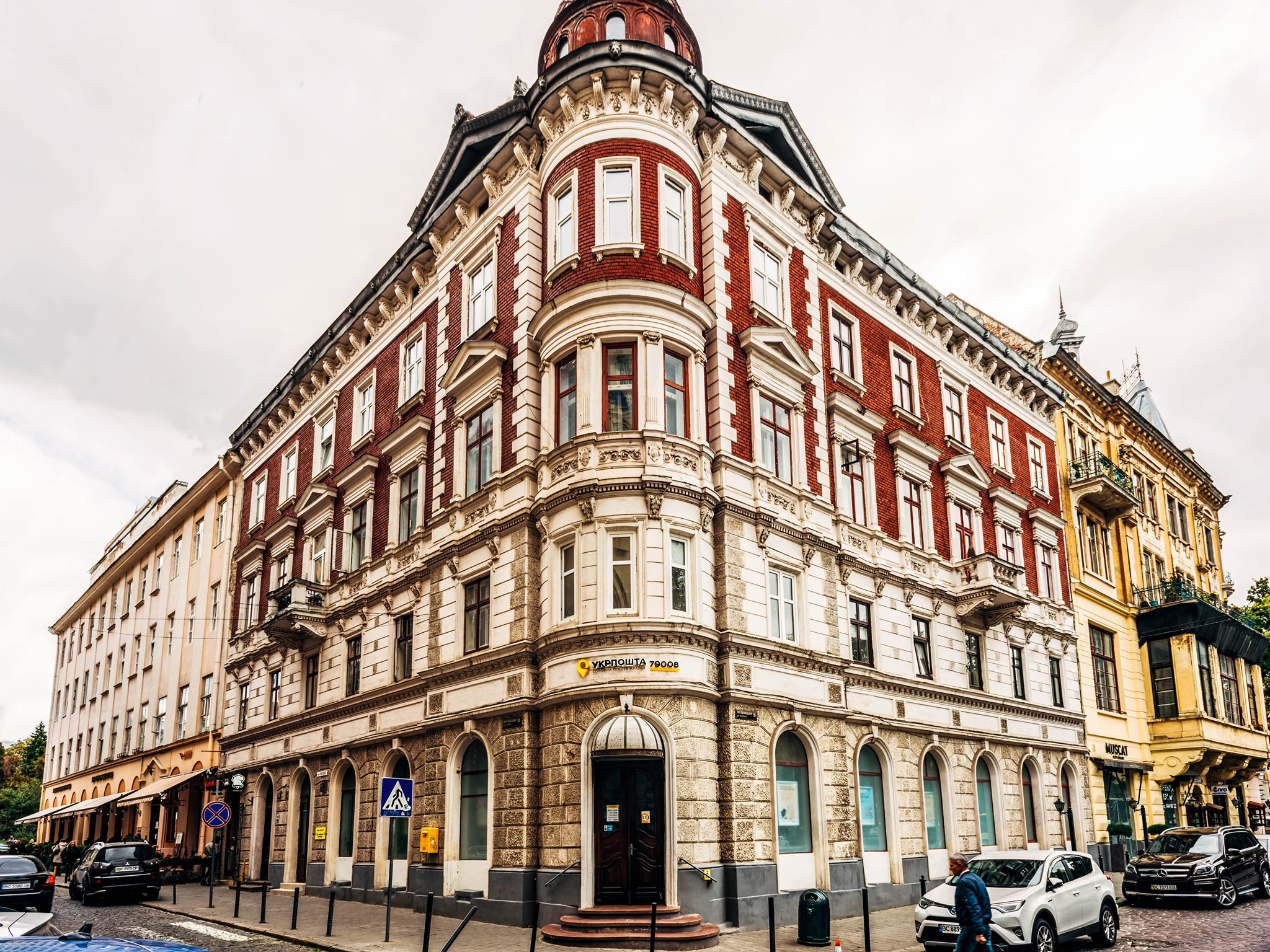
Поштове відділення на вулиці Валовій у Львові

Діяльність АТ «Укрпошта» регламентується Законом України «Про поштовий зв'язок» від 4 жовтня 2001 року, іншими Законами України, а також нормативними актами Всесвітнього поштового союзу, членом якого Україна стала у 1947 році. Відповідно до розпорядження Кабінету Міністрів України від 10.01.2002 № 10-р «Про національного оператора поштового зв'язку» на організацію «Укрпошта» покладено виконання функцій національного оператора поштового зв'язку України.

### Міжнародна поштова діяльність
«Укрпошта» бере активну участь у роботі міжнародних організацій, що працюють на терені поштового зв'язку: Всесвітнього поштового союзу — з 1947 року, Асоціації поштових операторів Європи «PostEurop» — з 1994 року. Українська пошта співпрацює з поштовими адміністраціями країн-членів ВПС на двосторонній основі та бере участь у міжнародних проєктах ВПС таких, як обмін електронними поштовими переказами через Міжнародну фінансову систему ВПС, моніторинг якості пересилання пріоритетної міжнародної письмової кореспонденції, постійний контроль якості служби, обмін електронними повідомленнями з іншими поштовими операторами через інформаційну мережу Post*Net ВПС, використання Інтернет-базованої інформаційної системи ВПС для прискореної обробки рекламацій. Використання інформаційних систем у міжнародному обміні приносить бонуси УДППЗ «Укрпошта» з боку промислово розвинутих країн під час розрахунків за міжнародний обмін.

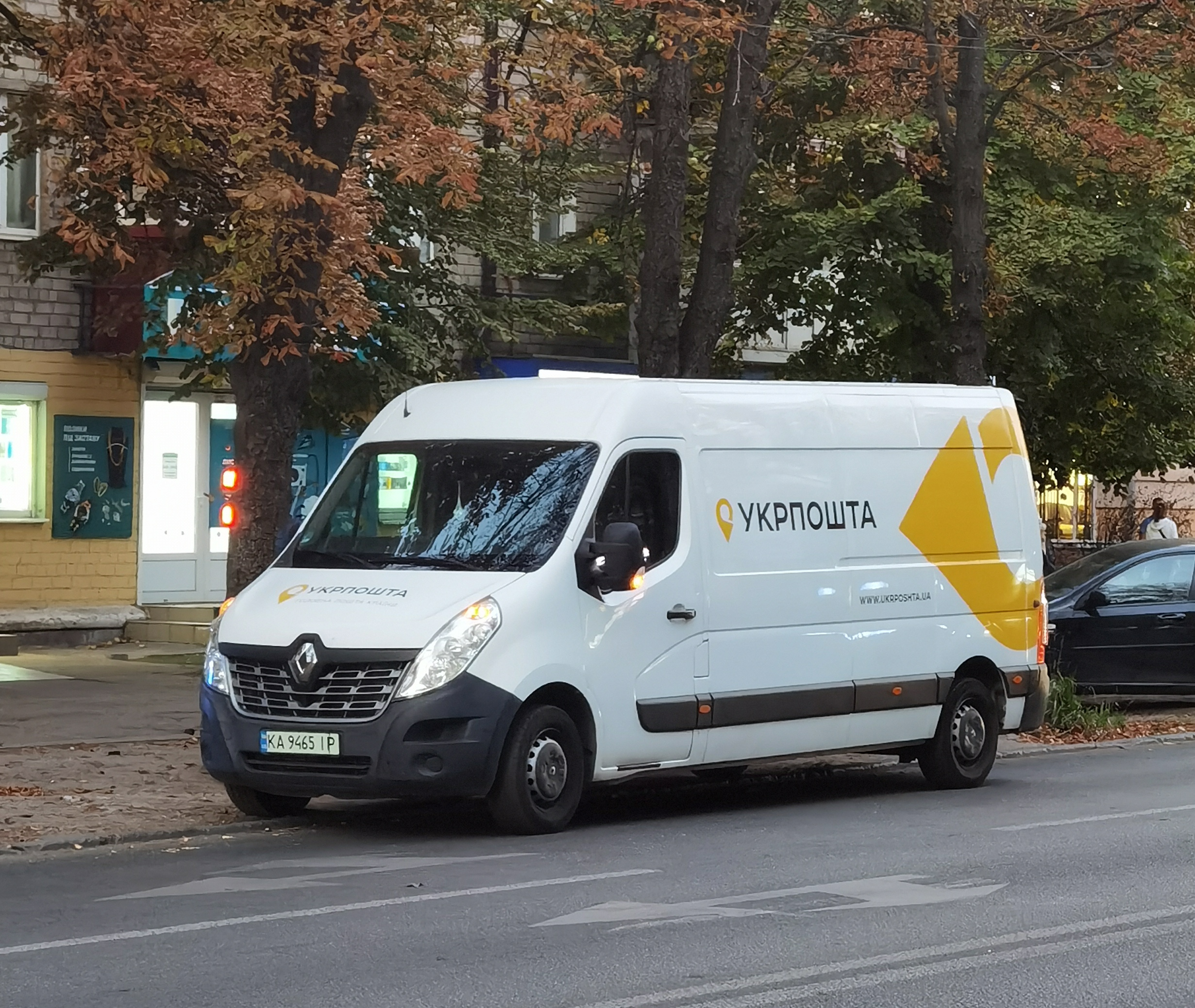
Вантажівка Укрпошти у Дніпрі

Починаючи з 1994 року Україна постійно представлена у керівних органах ВПС. Чотири рази була обрана членом Адміністративної Ради ВПС — на Сеульському (1994), Пекінському (1999), Женевському (2008) та Дохінському (2012) Конгресах; під час Конгресів ВПС у Бухаресті (2004) та Досі (2012) була обрана до Ради поштової експлуатації ВПС. Двічі виконувала обов'язки заступника Голови Адміністративної Ради (1994—1999 роки та 2008—2012 роки) та члена Управляючого комітету Адміністративної Ради. На сьогодні Україна є членом обох керівних органів ВПС — Адміністративної ради та Ради поштової експлуатації, очолює Групу «Регламентація та стандарти» Комісії 5 «Поштові фінансові послуги», є членом багатьох робочих груп.
У 2011 році «Укрпошта» отримала сертифікати ВПС, які дозволяють здійснювати сертифікацію системи управління якістю міжнародної пошти та надавати консультації з питань підвищення якості міжнародної поштової служби в інших поштових адміністраціях.
У травні 2024 року «Укрпошта» впровадила міжнародні практики щодо поводження з поштовими відправленнями, які були незатребувані і через це невручені протягом шести місяців. Такі посилки компанія виставлятиме на продаж у межах аукціонів на майданчику Prozorro.Sale. Аналогічний підхід є поширеним серед міжнародних поштових операторів і логістичних компаній, таких як Amazon, USPS, FedEx, Royal Mail та багатьох інших.
21 серпня 2024 року МЗС України та «Укрпошта» підписали Меморандум про співпрацю, що закладає основу для реалізації проєктів у сфері міжнародних поштових відправлень. Зокрема, відтепер розпочнеться доставка закордонних паспортів до дипломатичних установ України за кордоном.

### Банківська діяльність
У червневому 2024 року меморандумі України з МВФ підтверджено пом’якшені умови надання банківських послуг населенню. Якщо березнева версія меморандуму фактично забороняла створення нового банку для «Укрпошти», то зараз до вирішення проблеми вразливих категорій споживачів фінансових послуг домовилися підходити інклюзивно. Відповідно, НБУ почав готувати законопроєкт про спеціалізовану та обмежену банківську ліцензію для «Укрпошти», яка спрямована на швидке вирішення зростаючих проблем фінансової доступності.
28 січня 2025 року пресслужба Міністерства розвитку громад та територій України  повідомила, що Кабінет Міністрів України передав «Укрпошті» акції Pinbank для створення поштового банку, який забезпечить доступ до фінансових послуг для понад 30 % українців, зокрема у прифронтових, деокупованих та віддалених районах. «Укрпошта Банк» буде здійснюватиме свою діяльність на основі спеціальної обмеженої банківської ліцензії.

### Послуги

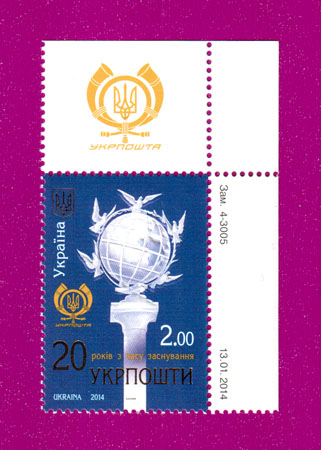
Поштова марка до 20-річчя Укрпошти, 2014 р.

«Укрпошта» надає споживачам 50 видів послуг, серед яких універсальні послуги поштового зв'язку (пересилання простих і рекомендованих поштових карток, листів, бандеролей, секограм, а також посилок без оголошеної цінності масою до 10 кг), а також рекламні та фінансові послуги, послуги з передплати та розповсюдження періодичних друкованих видань, виплата пенсій та інші комерційні послуги. Доставляючи споживачам пошту, пенсії, періодичні видання АТ «Укрпошта» виконує важливу соціальну місію держави.
Штат працівників підприємства — понад 98 тисяч працівників (з них понад 41 тисяча — листоноші) щороку здійснюють обробку та доставку споживачам майже 300 млн поштових відправлень, 17,5 млн посилок та відправлень з оголошеною цінністю, 22 млн переказів, доставляють понад 120 млн пенсій та безпосередньо доставляють пошту до 15 млн абонентських поштових скриньок.
Крім того, АТ «Укрпошта» розповсюджує за передплатою та вроздріб 1 млрд примірників видань, а також видає мільйонними тиражами стандартні поштові марки, художні поштові марки і блоки, конверти, листівки. Щороку видання мільйонними тиражами стандартних поштових марок, понад 35 сюжетів художніх поштових марок і блоків, 60 сюжетів художніх маркованих конвертів та 70 сюжетів немаркованої продукції. Забезпечують виконання цієї роботи філіали підприємства (обласні, міські та спеціалізовані дирекції)
Підприємство надає такі послуги:
- Пересилання внутрішніх поштових відправлень, поштових листівок, листів, бандеролей, секограм, посилок.
- Пересилання міжнародних поштових відправлень, листівок, листів, сектограм, бандеролей, відправлень з оголошеною цінністю, пакетів, мішків та посилок.
- Випуск та розповсюдження філателістичної продукції, випуск «Власних марок»
- Супутні послуги поштового зв'язку
  - знайдення та/або зазначення поштового індексу;
  - наклеювання марок, вкладення паперу у конверт, ксерокопіювання, ламінування, сканування, зберігання, написання адреси, заповнення супровідної документації, розшук поштових відправлень, приймання заяви, упакування, послуги з митного оформлення;
  - зважування, тарифікація листів і бандеролей, відправниками яких є юридичні особи
  - ремонт маркувальних машин; абонементних скриньок, шаф та абонентських поштових скриньок;
  - надання у користування абонементних скриньок;
  - повідомлення — запит про вручення поштових відправлень (поштових переказів);
  - Відстеження посилок за номером телефону або за трек номером на офіційному сайті : інструкція[35].
- Передплата та розповсюдження періодичних видань
- Кур'єрська доставка
- Фінансові послуги: поштові та грошові перекази, виплата і доставка пенсій, грошової допомоги, страхування, депозити, кредити
- Електронний квиток
- Рекламні послуги
- Друк та конвертування
- Оренда майна, конференц-послуги
- «Адміністративні послуги: спрощений доступ через пошту»
  - Послуги у сфері соціального та пенсійного забезпечення, видача довідок про доходи, призначення державної соціальної допомоги, виплата компенсацій, становлення статусу та видача посвідчення «Дитина війни», громадянам, які постраждали внаслідок Чорнобильської катастрофи та видача посвідчення, «Батьків та дитини з багатодітної сім'ї», «Ветеран праці», послуги у сфері державної реєстрації актів цивільного стану
    - Проставляння апостиля на офіційних документах про державну реєстрацію актів цивільного стану

  - Послуги у сфері державної реєстрації юридичних та фізичних осіб-підприємців
  - З 1 лютого на деокупованих та прифронтових територіях заплановано запуск проєкту «Укрпошта-Ліки»[36].

#### Новорічна поштова резиденція
Щороку напередодні зимових свят у Київському головпоштамті відкривається Новорічна поштова резиденція, на адресу якої надходять тисячі листів від дітей з України та світу. Кожен, хто зазначає на конверті ім'я та повну поштову адресу, отримує персональну відповідь від Новорічного чарівника. Автори найбільш креативних листів також зазвичай одержують подарунки. Партнерами проєкту у різні роки ставали: видавництво «Ранок», маркетплейс Kasta, Mastercard, Watsons тощо.
Метою ініціативи є популяризація традиції написання листів Новорічному чарівнику та створення святкового дива для дітей. У 2021—2022 рр. на адресу поштової резиденції було надіслано 19923 листи з усіх куточків світу.

#### Пошта добра

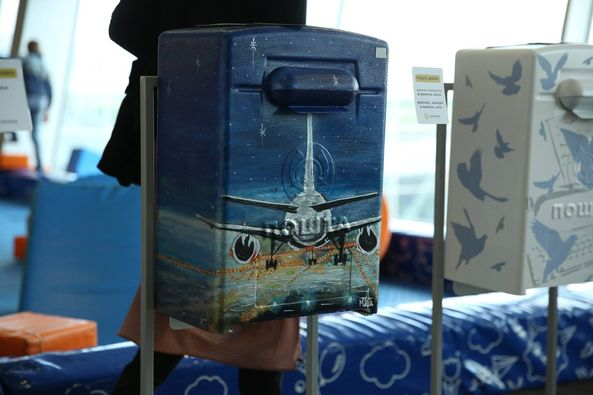
Розмальована поштова скринька в аеропорту «Бориспіль»

У 2016 році «Укрпошта» започаткувала соціально-мистецький проєкт «Пошта добра», що покликаний привернути увагу людей до традиції теплого спілкування та сприяти витонченому прояву почуттів.
Особливістю «Пошти добра» стали оригінально оформлені поштові скриньки як символ листування.
У рамках проєкту створено 70 оригінально розмальованих та декорованих поштових скриньок, оформлених у різних стилістичних напрямках з використанням розмаїтих художніх технік.
До артпроєкту долучилося понад 60 відомих українських художників і дизайнерів. Скриньки розмальовували під час українського ювілейного тижня моди Ukrainian Fashion Week, Одеського та Харківського тижнів моди, кампанії «Рух проти мови ворожнечі» (NHSM).
Побачити унікальні поштові скриньки, які з однотонних будиночків для листів перетворилися на дивовижні артоб'єкти, можна на фестивалях, мистецьких заходах тощо.
У 2017 році «Пошта добра» стала постійним учасником фестивалю вуличної їжі в Києві. Була представлена на фестивалі вина та сиру, Одеському кінофестивалі, Агрофорумі, Економічному й Книжковому форумах. Яскраві скриньки від «Укрпошти» з'явилися на презентаціях українських кінофільмів і мультфільмів.
У травні 2017 року постійною локацією «Пошти добра» став термінал D аеропорту «Бориспіль». Різнобарвні поштові скриньки, розмальовані відомими українськими фешн-дизайнерами, встановили у зоні вильоту. Кожен, хто залишає Україну, може вибрати й підписати одну з 12 листівок із зображенням полотен великих українських художників — Миколи Пимоненка, Петра Рибки, Федора Кричевського. Упродовж 6 місяців від старту із Борисполя було відправлено понад 10 тис. листівок у різні куточки світу.
У планах — охопити всю Україну, долучаючи митців з різних регіонів, щоб бути присутніми на всіх масштабних заходах, а також привернути увагу аудиторії до посткросингу й виховати нове покоління філателістів.

#### Алея поштових марок
8 жовтня 2021 року до Всесвітнього дня пошти на Поштовій площі відкрили ще один унікальний культурно-пізнавальний об'єкт — Алею поштових марок. Її облаштування відбулося за ініціативи АТ «Укрпошта» та за підтримки КМДА та Подільської районної державної адміністрації в місті Києві.
«Місце розміщення Алеї є досить символічним — навколо фонтану на Поштовій площі, неподалік від першої Поштової станції, яка є пам'яткою архітектури. Тут розмістили 30 марок загальнонаціональної та київської тематики, які зібрали найвищі світові нагороди філателії та прославили нашу державу далеко за її межами. Цей набір створили спеціально до 30-річчя незалежності України», — розповів Валентин Мондриївський.

## Соціальні ініціативи

### Посилка з домівки
Після російського вторгнення мільйонам українців довелося покинути свої домівки та виїхати за кордон. Більшість встигли взяти з собою лише тривожні рюкзаки з найнеобхіднішими речами. З огляду на це «Укрпошта» запровадила нову послугу, «Посилка з домівки», та домовилася з поштами найближчих західних сусідів про спеціальні умови доставки з максимальною знижкою у 70 %. Вже за перший тиждень з моменту анонсування послуги «Укрпошта» доставила майже 3 тис. посилок загальною вагою понад 28 тонн. Найбільше посилок українці відправляли своїм близьким, які тимчасово виїхали до Польщі (2,5 тис. посилок), Словаччини (164 посилки) та Молдови (121 посилка).

### Залізна пошта
З 9 квітня 2022 року «Укрпошта» започаткувала доставку гуманітарних вантажів залізницею. Доставка відбувається зі Львова, Одеси, Харкова, Дніпра до Києва та у зворотному напрямку. Для перевезень використовують 14 залізничних поштових вагонів. Послуга створена спеціально для волонтерів, аби налагодити логістику в умовах війни та збільшити обсяги та швидкість пересилки відправлень по Україні.

### KSE та «Укрпошта»
23 травня 2022 року Київська школа економіки та АТ «Укрпошта» підписали договір про співпрацю задля підтримки освітніх, гуманітарних та соціальних проєктів. Співпраця KSE та Укрпошти в гуманітарній сфері має декілька основних напрямків. Зібрані кошти спрямовуються на допомогу ЗСУ, доставку гуманітарних вантажів, відновлення зруйнованої освітньої інфраструктури, ремонт поштових відділень та допомогу притулкам для тварин. Першим спільним проєктом KSE та «Укрпошти» стала закупівля комп'ютерів для класу в Бородянці. 450 тис. грн на нові комп'ютери вдалося зібрати на аукціоні з продажу популярної серії марок «Русскій воєнний корабль, іді…!», який відбувся на Prozorro.Продажі.

### Малюнок герою
У травні 2022 року «Укрпошта» разом із БФ «Ціль» та волонтерським рухом #ЯДякуюЗСУ запустила проєкт, за допомогою якого кожен великий і маленький українець може виразити свою вдячність сучасним героям, відправивши малюнок чи листівку у відділенні Укрпошти. Малюнки й листівки зі словами підтримки передаються військовослужбовцям в гарячі точки, а також медикам, рятувальникам, представникам тероборони та комунальних служб по всій країні. З усіх надісланих робіт представники фонду «Ціль» виберуть 500 малюнків та перетворять їх у NFT-колекцію, кошти з продажу якої будуть направлені на реалізацію проєкту «Дитячий садочок майбутнього».

### Онлайн-рекламація
У червні 2023 року, «Укрпошта» пішла на зустріч українцям, запропонувавши сервіс онлайн щодо подачі заяв, скарг, запитів на розшук загублених та недоставлених посилок. Для зручності клієнтів національний оператор пропонує подавати письмові звернення через заповнення відповідних форм на офіційному сайті, або ж шляхом відправлення електронних листів. 

## Розірвання відносин з поштами Росії та Білорусі
Після російського повномасштабного вторгнення «Укрпошта» одразу оголосила про припинення співпраці з поштами Росії та Білорусі, що стало прикладом і для інших національних операторів, які таким чином долучилися до поштової блокади країн-агресорів. Серед них, зокрема, пошти Польщі, Швеції, Данії, Фінляндії, Австралії та Латвії.
12 травня 2022 року Всесвітній поштовий союз ухвалив резолюцію про виключення Російської Федерації з посади співголови комісії «Митниця», яка визначає митну політику для пошт країн-членів союзу, впливає на швидкість доставки та спрощений режим для всіх міжнародних відправлень.

## Ажіотаж навколо марки «Русскій воєнний корабль, іді…!»

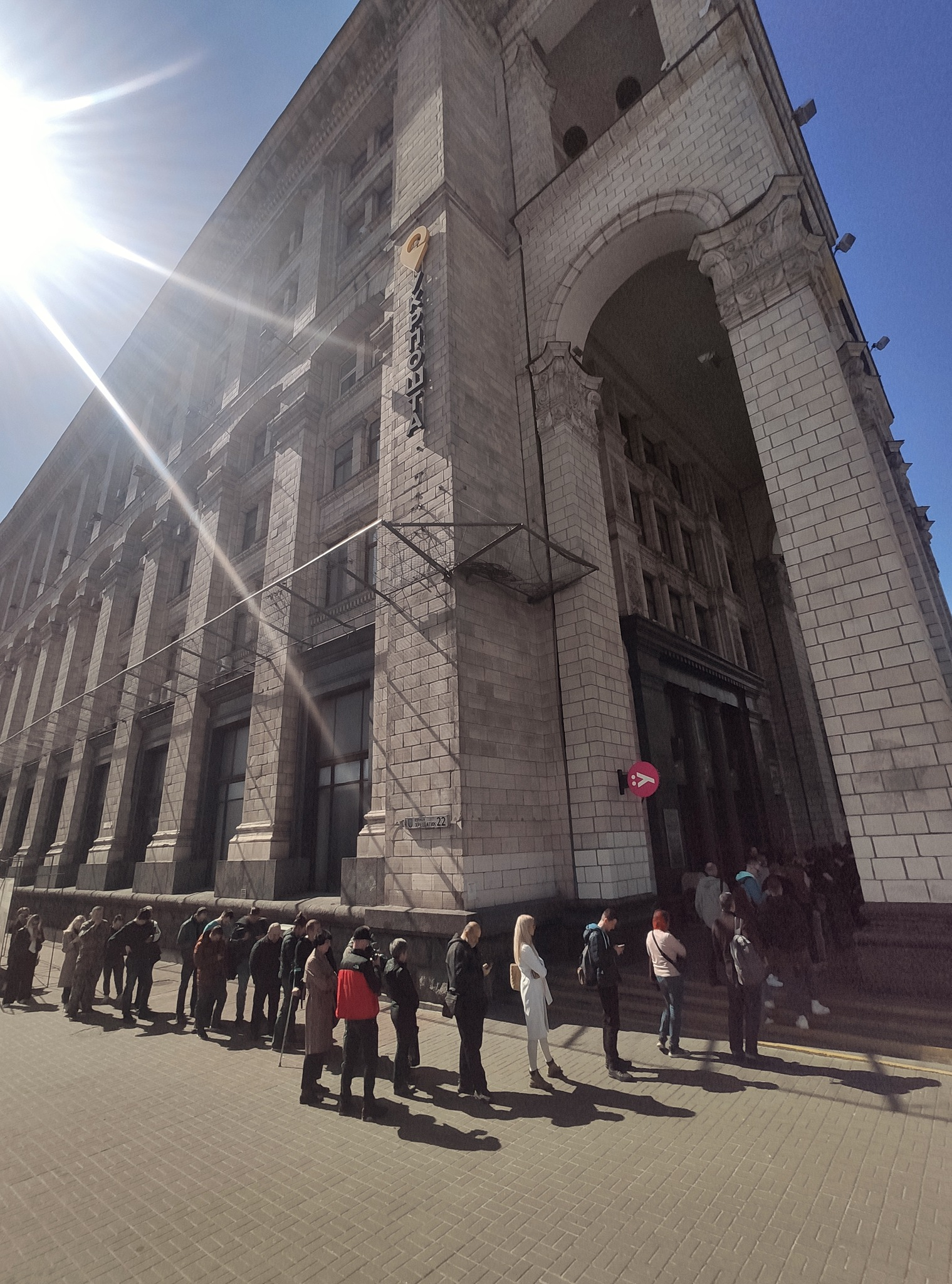
Черга за маркою «Русскій воє́нний корабль, іді́… !»

12 квітня 2022 року в головному поштовому відділенні України відбулася презентація поштової марки з уже легендарною фразою «Русскій воєнний корабль, іді… !», яку промовив український захисник на острові Зміїний у відповідь на вимогу росіян скласти зброю та здатися.
У конкурсі на дизайн поштової марки, який було оголошено 1 березня, взяли участь майже 500 художників. Переможцем народного голосування став ескіз українського художника Бориса Гроха.
Тираж художньої поштової марки — 1 млн екземплярів, що є рекордним за останні 15 років.
У перший день введення поштової марки в обіг її безпроблемно можна було придбати в усіх обласних центрах країни. Але потоплення ворожого крейсера, зображеного на поштовій марці, спричинило ажіотаж як в Україні, так і у світі.
Щоб купити поштову марку, люди приходили до відділень зранку або стояли в довжелезних чергах. Неодноразово було зафіксовано випадки спекуляції, коли поштову марку перепродували на OLX та eBay за завищеними, деколи у десятки разів, цінами.
Станом на 18 квітня вже було продано майже 50 % від усього тиражу. Тоді ж керівництво компанії вирішило оптимізувати продаж шляхом запуску нового онлайн-магазину, де було заплановано реалізувати ще 100 000 екземплярів поштової марки «Русскій воєнний корабль, іді… !».
22 квітня у першу хвилину роботи поштового маркету його відвідало понад 20 000 клієнтів. Після чого, за словами Ігоря Смілянського, розпочалася масштабна DDoS-атака на ресурс. Впродовж першої години роботи вдалося обробити, сплатити та підготувати більш як 1100 замовлень.
6 травня Rozetka стала новим онлайн-майданчиком для продажу поштової марки та мерчу з її зображенням. Згодом долучилися Prom, Kasta, Intertop та міжнародний маркетплейс eBay.
22 квітня відбувся благодійний онлайн-аукціон, на якому було виставлено поштові марки «Русскій воєнний корабль, іді… !» та конверти зі спецпогашенням. Стартова ціна лота становила 25 тисяч гривень. На онлайн-аукціоні змагалися 56 учасників з різних країн. Ціна під час торгів зросла у 200 разів. Переможець аукціону запропонував за лот 5 млн гривень. Однак він не зміг сплатити цю суму. Тож право викупити марки отримав учасник, який запропонував за них 4 млн гривень.
23 травня за участі Президента України Володимира Зеленського, Командувача ВМС ЗС України контрадмірала Олексія Неїжпапи та генерального директора Укрпошти Ігоря Смілянського відбулося урочисте спецпогашення нової поштової марки — «Русскій воєнний корабль… ВСЬО!», яка є логічним продовженням поштової марки «Русскій воєнний корабль, іді… !». Цього разу тираж становив 5 млн примірників із внутрішнім та міжнародним номіналами.

## Обсяги послуг
В 2020 році «Укрпоштою» отримано загальних доходів на суму 9,2 млрд грн., що на 19 % більше у порівнянні з попереднім 2019 роком. Збільшення обсягів відбулося по основним напрямкам діяльності. Зокрема, обсяги посилок зросли на 24,7 %, дрібних пакетів — 16,5 %,  платежів — 18,9 %, переказів — 13,4 %. Також зростали доходи: від дрібних пакетів на 47 %, посилок — 42 %, платежів — 26 %. Чистий прибуток у 2020 році склав 184,5 млн грн. «Укрпошта» також збільшила на 18,2 % виплату податків, зборів, внесків та обов'язкових платежів до бюджетів і державних цільових фондів. Усього їх сума склала близько 3 млрд грн.
2022 рік «Укрпошта» завершила з чистим доходом від реалізації товарів та послуг у сумі 10,3 млрд грн, що на 7,7 % менше проти фактичних даних за 2021 рік. Дані підтверджені міжнародним аудитором, який завдяки повній автоматизації внутрішньої звітності Укрпошти вперше в історії компанії визнав стовідсоткову достовірність результатів. Так, у 2022 році обсяги внутрішніх та експортних посилок залишились на рівні минулого року. Доходи від торгівлі зросли на 41,9 % проти 2021 року. З об’єктивних причин обсяги письмової кореспонденції у 2022 році зменшились на 53,4 % проти минулого року з поступовим відновленням до кінця 2022 року.
В 2023 році «Укрпошта» отримала чистий дохід від реалізації товарів та послуг в сумі 11,9 млрд грн. Це на 19 % більше, ніж у 2022 році і більше, ніж у 2021 році. У 2023 році на 40 % зросла також кількість відправлених посилок.
На початку 2024 року стало відомо, що «Укрпошта» створює власну мережу вантажних відділень, у 2024 році заплановано відкриття 41 точки приймання габаритних вантажів в обласних центрах.
Станом на вересень 2024 року, «Укрпошта» надавала послуги у 28,9 тис. точках присутності, кількість співробітників компанії становила — 32,58 тис. осіб.

## Фінансова звітність та результативність
| Рік  | Валовий прибуток в грн. | Валовий прибуток тис. $ за курсом на кінець року | Фінансовий результат до оподаткування в грн. | Фінансовий результат до оподаткування тис. $ за курсом на кінець року | Чистий прибуток (збиток) в грн. | Чистий прибуток (збиток) тис. $ за курсом на кінець року |
| ---- | ----------------------- | ------------------------------------------------ | -------------------------------------------- | --------------------------------------------------------------------- | ------------------------------- | -------------------------------------------------------- |
| 2006 | - // -                  | - // -                                           | 41 518 тис.                                  | 8 221,39                                                              | 22 972 тис.                     | 4 548,91                                                 |
| 2007 | 194 931 тис.            | 38 600,20                                        | 32 260 тис.                                  | 6 388,12                                                              | 17 139 тис.                     | 3 393,86                                                 |
| 2008 | 233 975 тис.            | 30 386,36                                        | 55 403 тис.                                  | 7 195,2                                                               | 32 185 тис.                     | 4 179,87                                                 |
| 2009 | 234 049 тис.            | 29 311,08                                        | 66 785 тис.                                  | 8 363,81                                                              | 31 858 тис.                     | 3 989,73                                                 |
| 2010 | 310 873 тис.            | 39 046,06                                        | 65 461 тис.                                  | 8 221,99                                                              | 32 174 тис.                     | 4 041,10                                                 |
| 2011 | 253 948 тис.            | 31 784,02                                        | 26 287 тис.                                  | 3 290,07                                                              | 12 201 тис.                     | 1 527,10                                                 |
| 2012 | 330 319 тис.            | 41 326,04                                        | 66 649 тис.                                  | 8 338,42                                                              | 28 709 тис.                     | 3 591,77                                                 |
| 2013 | 325 227 тис.            | 40 688,98                                        | 56 962 тис.                                  | 7 126,49                                                              | 27 244 тис.                     | 3 408,48                                                 |
| 2014 | 263 438 тис.            | 16 706,49                                        | 15 203 тис.                                  | 964,13                                                                | −4 150 тис.                     | −263,18                                                  |
| 2015 | 282 828 тис.            | 11 784,50                                        | 53 040 тис.                                  | 2 210,00                                                              | 40 826 тис.                     | 1 701,08                                                 |
| 2016 | 292 720 тис.            | 10 765,37                                        | −188 006 тис.                                | −6 914,30                                                             | −161 470 тис.                   | −5 938,38                                                |
| 2017 | 179 154 тис.            | 6 383,04                                         | −219 440 тис.                                | −7 818,38                                                             | −177 480 тис.                   | −6 323,40                                                |
| 2018 | 427 487 тис.            | 15 439,26                                        | −626 994 тис.                                | −22 644,70                                                            | −507 871 тис.                   | −18 342,40                                               |
| 2019 | 1 180 886 тис.          | 49 855,44                                        | 499 213 тис.                                 | 21 076,11                                                             | 405 357 тис.                    | 17 113,64                                                |
| 2020 | 1 407 872 тис.          | 49 792,82                                        | 207 296 тис.                                 | 7 331,53                                                              | 164 923 тис.                    | 5 832,90                                                 |
| 2021 | 1 645 443 тис.          | 60 477,11                                        | 237 946 тис.                                 | 8745,54                                                               | 183 582 тис.                    | 6 747,43                                                 |

## Скандал з приводу заробітної плати керівництва Укрпошти
Станом на листопад 2018 року, Генеральний директор «Укрпошти» отримував зарплату в 744 тис.грн. щомісячно.
Станом на січень 2020 року, Генеральний директор «Укрпошти» отримував зарплату в 1,9 млн.грн щомісяця.

## Критика
У 2021 році «Укрпошта» потрапила в скандал з презентацією нових поштових марок на честь ЗС України, 23 лютого, у День радянської армії. Гендиректор «Укрпошти» заявив, що таким чином він хотів привернути увагу до української армії. У липні 2021, нардеп Гончаренко звинуватив «Укрпошту» в крадіжці посилок.
У лютому 2022 року, «Укрпошта» застосовувала заходи (аж до звільнення) проти своїх співробітників, які не справлялися з планом реалізації солодощів. У травні 2022 року «Укрпошта» розпродала останні 30 тисяч екземплярів марок з легендарною фразою українського прикордонника Романа Грибова щодо крейсера "Москва". Але багато українців зіткнулися з неможливістю придбання через масштабний збій у роботі інтернет-магазину. Окрім того, художник Богдан Процишин звинуватив «Укрпошту» у плагіаті малюнка, використаного для марки. Також у плагіаті компанію звинуватила художниця Тетяна Крикун, яка заявила, що на марці на честь пса Патрона без її згоди було використано її малюнок.

## Деякі поштамти

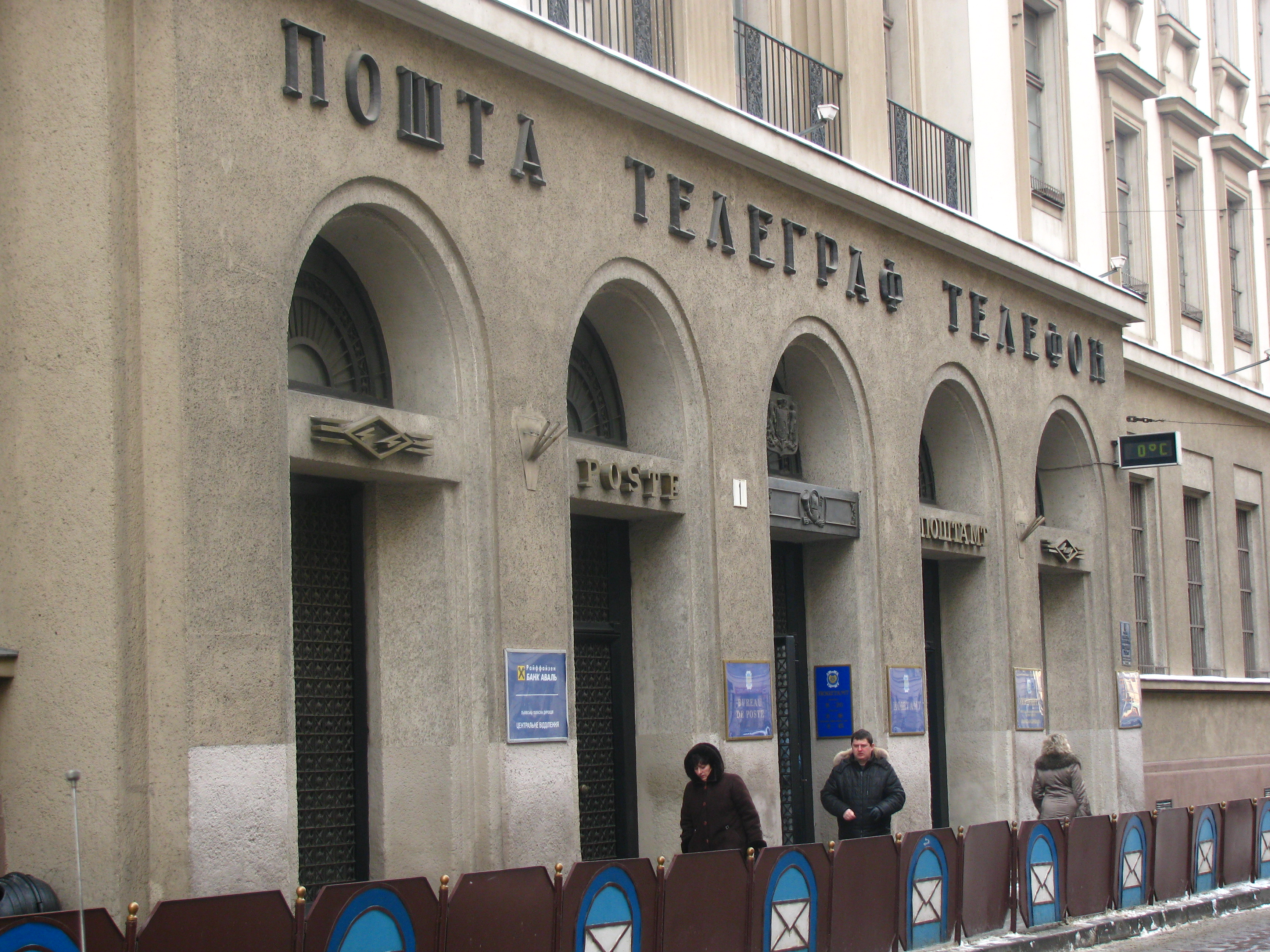
Львів
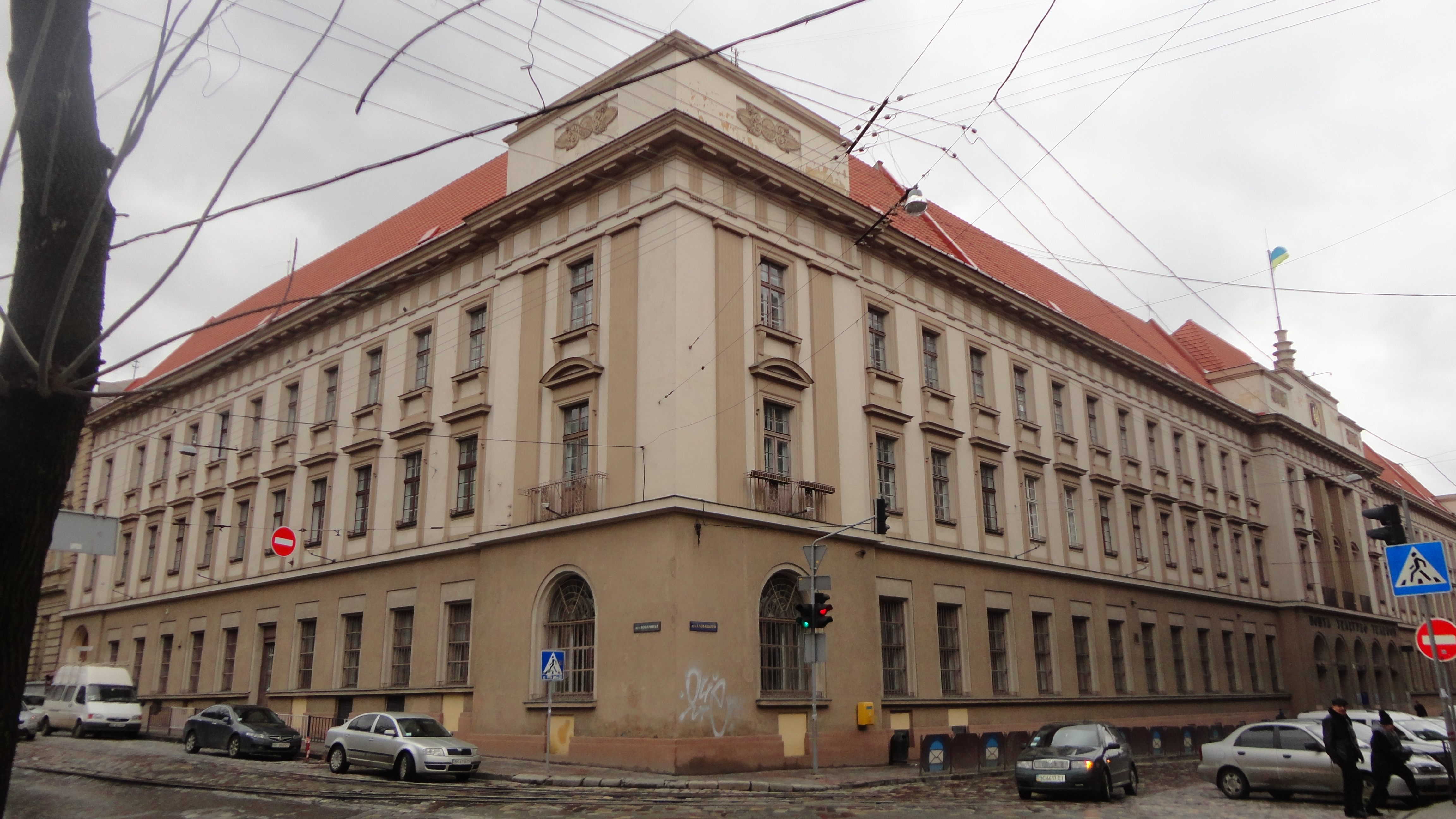
Львів
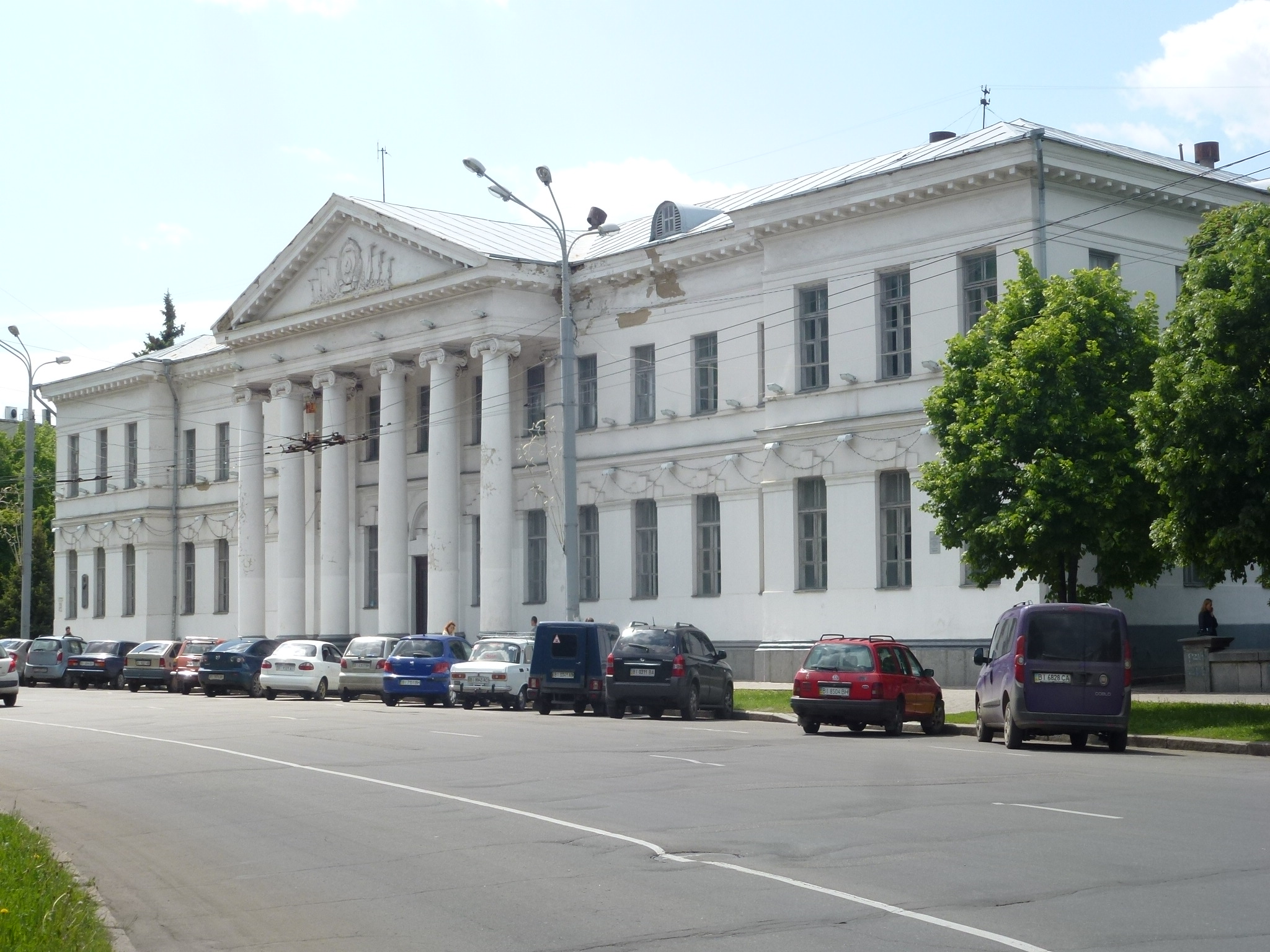
Полтава
Київ
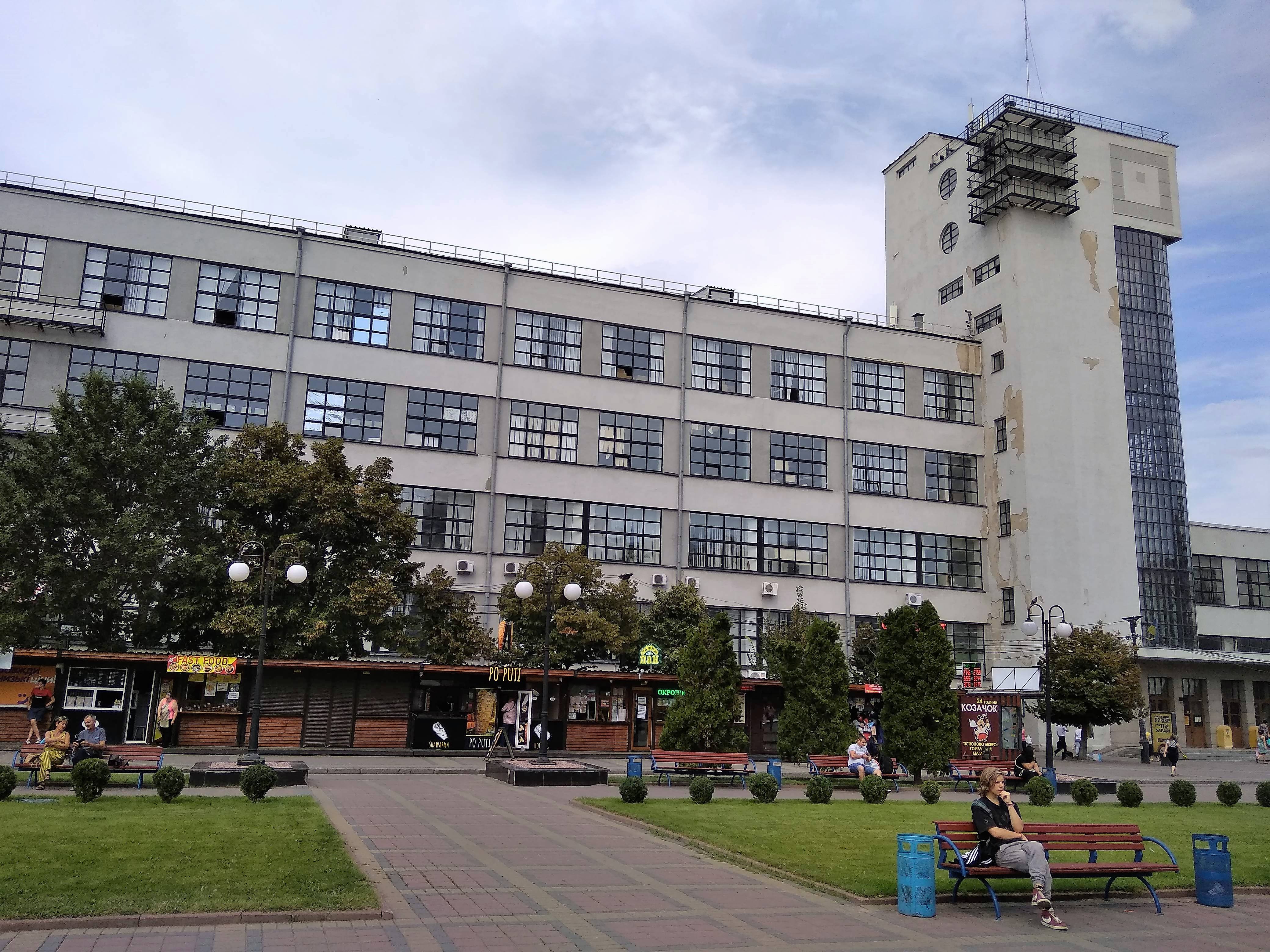
Харків
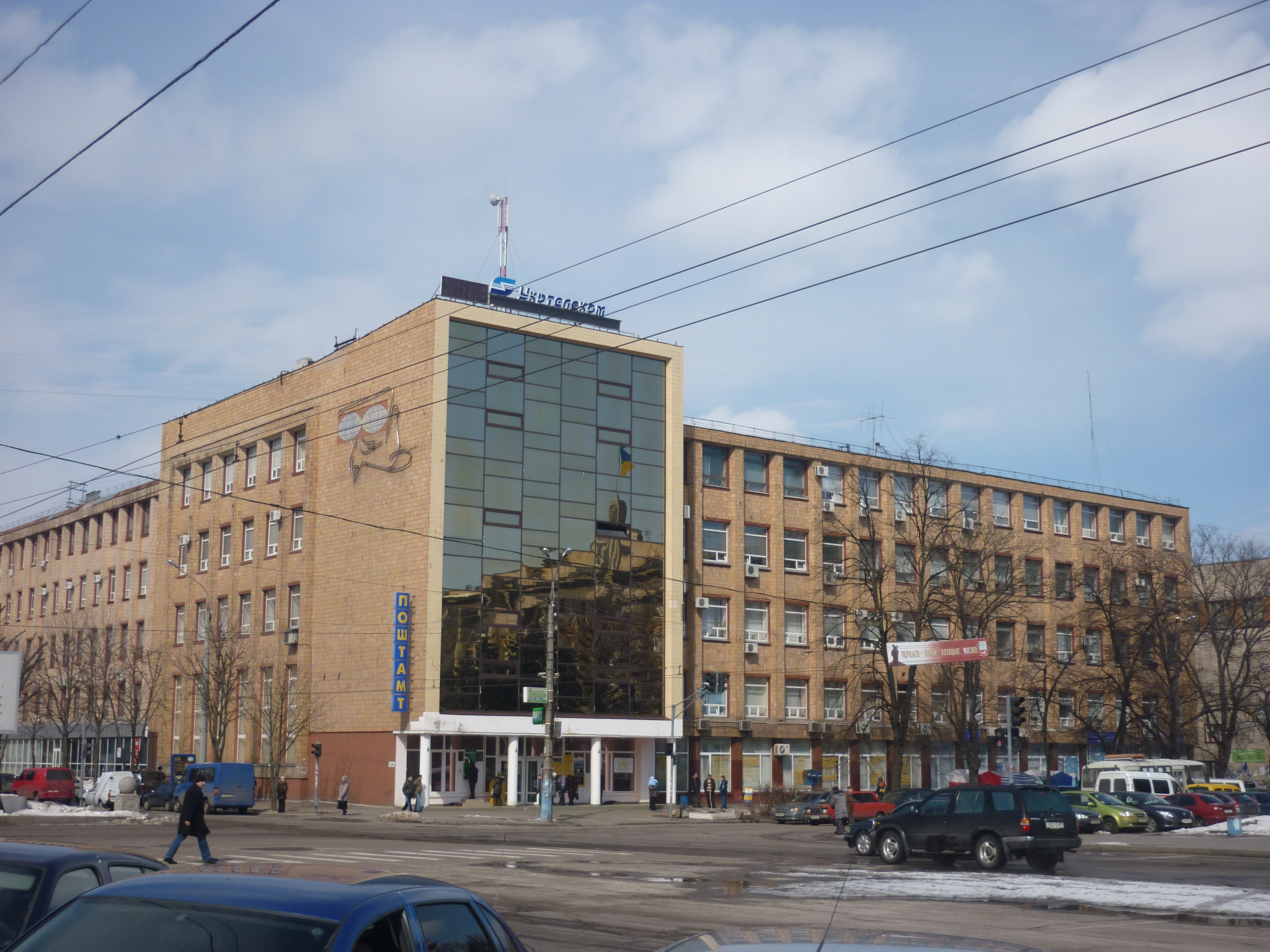
Черкаси
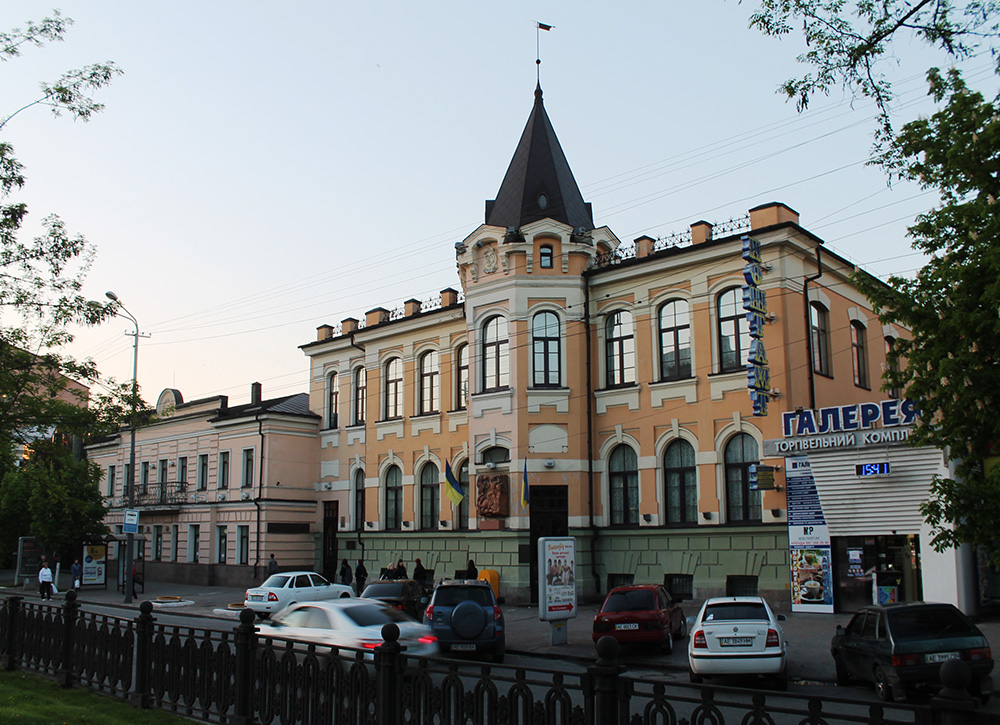
Дніпро
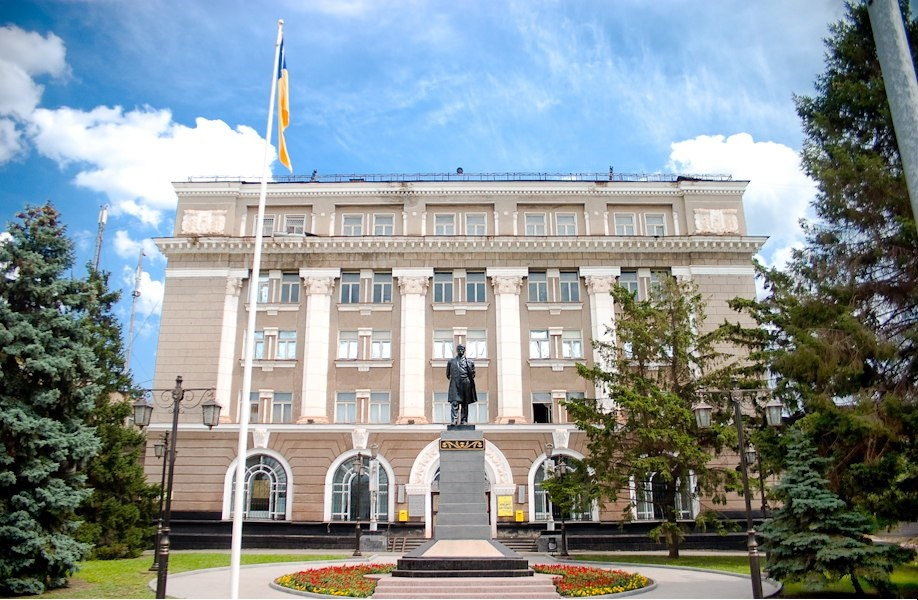
Кривий Ріг
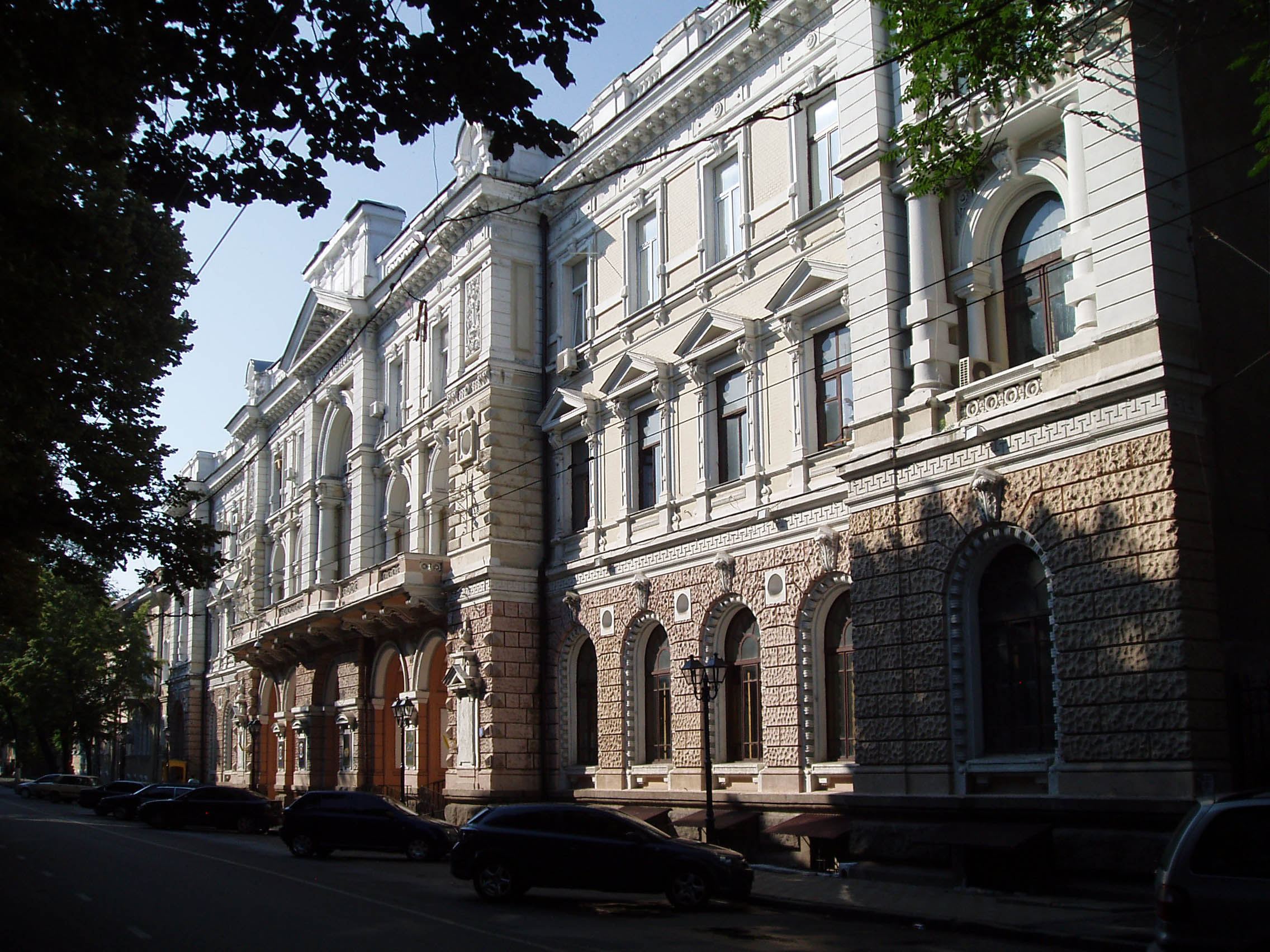
Одеса